# Réginald de Martigny
éginald de Martigny,  mort le 27 mai 1556 à Montpellier (France), est un prélat français  du XVIe siècle.  

## Biographie
Réginald de Martigny est chanoine d'Elne. Il est nommé évêque de Vabres par le roi le 8 avril 1519. Il est le frère (ou cousin) de Charles, évêque de Castres. Un autre frère, Pierre, est évêque de Bayeux et de Castres.
Il meurt le 27 mai 1556 à Montpellier, où il est enterré.